# Pomán (departamento)
Pomán é um departamento da Argentina, localizado na província de Catamarca.

## Municípios
O departamento está dividido em 3 municípios 
- Mutquín
- Pomán
- Saujil